# Terremoto de Tierra del Fuego de 1949
El terremoto de Tierra del Fuego de 1949 fue un movimiento sísmico que tuvo lugar en el archipiélago de Tierra del Fuego, que comprende la provincia argentina de Tierra del Fuego, Antártida e Islas del Atlántico Sur y las chilenas de Tierra del Fuego y de Antártica Chilena. El sismo se registró el 17 de diciembre de 1949 y estuvo compuesto por una serie de movimientos sísmicos, que se iniciaron a las 6:53:30 (GMT) y finalizaron con uno a las 22:30:48 (GMT). Estos sismos tuvieron una magnitud de 8.4 Mw.
El epicentro del primer sismo se localizó en la región de Magallanes, y su hipocentro a una profundidad de 10 km. El último hipocentro registrado (a las 22:30 GMT) tuvo una profundidad de 70 km.   El sismo se originó en la falla Fagnano-Magallanes, un sistema regional de falla sismogénico, de orientación Este-Oeste que coincide con el límite transformante entre las placas Sudamericana (al Norte) y Scotia (al Sur).
Fue uno de los más importantes en el extremo austral de Chile y el más potente terremoto registrado en el sur de Argentina. Se sintió con una intensidad de grado VIII en la escala de Mercalli, y afectó los asentamientos de la isla y varias localidades más al norte, como la capital de la Región de Magallanes, Punta Arenas (Chile) y la capital de la provincia de Santa Cruz, Río Gallegos (Argentina). Produjo una muerte en la localidad argentina de Tolhuin.